# Macreupelmus bekilyi
Macreupelmus bekilyi är en stekelart som beskrevs av Jean Risbec 1952. Macreupelmus bekilyi ingår i släktet Macreupelmus och familjen hoppglanssteklar.
Artens utbredningsområde är Madagaskar. Inga underarter finns listade i Catalogue of Life.